# Sterculia oblongata
 (décembre 2017).
Sterculia oblongata est une plante de la famille de Malvaceae et appartenant au genre Sterculia.
Espèce
Synonymes
- Clompanus oblongata Kuntze[2]

Cette espèce n'est mentionnée que par Catalogue of Life.